# Émile Halbout
Émile Halbout, né à La Lande-Patry le 15 février 1905 et mort à Saint-Georges-des-Groseillers le 30 décembre 1997, est un homme politique français, figure du bocage flérien.

## Ascendance
Du Bocage flérien à Paris, le destin d’Émile Halbout est exceptionnel. Né le 15 février 1905 à La Lande-Patry, Émile Halbout se déclare apiculteur et cirier. Sa famille paternelle travaille de fait dans le miel et la cire depuis trois générations. En 1835, Lucien Halbout (1812-1874), sacristain de l’église Saint-Germain de Flers, fut en effet encouragé par l’abbé Jean-Baptiste Lecornu, le nouveau curé d’une ville en plein essor, à produire des cierges. Henri Émile Halbout (1844-1904) développa ensuite l’entreprise créée par son père en initiant de nouveaux procédés de fabrication, investissant dans des techniques innovantes et exportant ses produits à l’international. Installé au Tremblay où de nombreuses ruches sont implantées, ce catholique rallié à la République fut élu maire de La Lande-Patry en 1900. Lucien Émile Halbout (1873-1950) lui succéda à la tête de l’entreprise de miel et cire mais aussi au poste de maire qu’il occupa de 1904 à 1950. Proche des idées du Sillon de Marc Sangnier et conseiller général du canton de Flers de 1928 à 1940, il fit campagne lors des élections législatives de 1936, en signant une affiche intitulée « Catholiques, on vous trompe ! », contre le sortant conservateur Georges Roulleaux Dugage et pour le candidat du PDP (Parti démocrate populaire), éditorialiste de L’Aube, Georges Bidault, vice-président de l’ACJF (Association catholique de la jeunesse française).

## Une jeunesse catholique
Dès son plus jeune âge, Émile Halbout se veut à l’écoute des personnes les plus modestes et s’engage dans le domaine associatif. Fortement imprégné par le catholicisme social et les préceptes de l'encyclique Rerum Novarum, il est également un militant catholique engagé, fier de sa foi et conscient de ses responsabilités. Alors qu’il prépare un baccalauréat ès lettres au Pensionnat Immaculée-Conception de Flers, il est un des fondateurs, en 1922,  du patronage  « La Jeanne d’Arc de La Lande-Patry » dont il est le secrétaire et le moniteur de gymnastique des pupilles. Adhérent de l’Association catholique de la jeunesse française (ACJF), il est élu président diocésain en 1927, avec pour mission de relancer le mouvement dans le diocèse de Sées et jeter les bases des mouvements spécialisés. Ainsi, il suscite la création en 1930 d’une section de la JOC (Jeunesse ouvrière chrétienne) à Flers mais, contribue surtout, aux côtés de l'abbé Boudon, aumônier diocésain des œuvres, à l’établissement de la JAC (Jeunesse agricole catholique) de l’Orne. Sa méthode de recrutement et d'implantation des sections jacistes fait référence et l'objet d'un article dans les Annales de l'ACJF, publication nationale du mouvement. Au milieu des années 1930, JOC et JAC sont durablement installées dans l’Orne et des sections féminines (JOCF et JACF) sont créées. Émile Halbout, qui conforte ainsi ses idéaux tout en se frottant à la vie publique, est félicité pour son action par les dirigeants nationaux parmi lesquels figure Georges Bidault.

## Les années 1940
Démobilisé après la défaite de 1940, Émile Halbout coordonne des actions en faveur de l’aide aux familles comme délégué cantonal du Secours national. À la Libération, il poursuit son action sociale, comme trésorier de l’Entraide française, au service des réfugiés et sinistrés. Il entre aussi en politique en briguant le poste détenu par son père de 1928 à 1940 et est élu conseiller général du canton de Flers le 23 septembre 1945. Réélu en 1949, 1955, 1961 et 1967, il siège ainsi au Conseil général de l’Orne, dont il fut vice-président, jusqu’au renouvellement de 1973.
Mais le fils du maire de La Lande-Patry ne se contente pas d’un mandat local. Il figure en effet en troisième position sur la liste du MRP (mouvement républicain populaire), héritier du PDP, fondé en 1944 à Lyon en revendiquant les valeurs de la démocratie chrétienne. Son principal animateur, Georges Bidault, président du Conseil National de la Résistance et deuxième personnage du Gouvernement Provisoire de la République Française derrière le général de Gaulle, sollicité pour se présenter à nouveau dans l’Orne ayant préféré la Loire, c’est Louis Terrenoire, rescapé des camps de la mort hitlériens, qui conduit cette liste. Elle enlève, le 21 octobre 1945, deux des quatre sièges dévolus à l’Orne. Mais le rejet, par référendum, du projet constitutionnel donne une seconde chance à Émile Halbout. Il permute en effet avec le sortant Raymond Couder et, lors du scrutin du 2 juin 1946,  le système de la plus forte moyenne lui est favorable. Il entre ainsi à l’Assemblée Constituante en compagnie de son colistier Louis Terrenoire, réélu, du socialiste Raymond-Alexandre Guesdon et de l’indépendant Étienne Le Sassier-Boisauné, lesquels remplacent le radical Ernest Voyer et l’indépendant Jacques Roulleaux Dugage.
Au sein de cette seconde Assemblée Constituante, Émile Halbout est membre des commissions du ravitaillement, de la reconstruction et des dommages de guerre, et il est désigné juré à la Haute Cour de justice. Il obtient la reconnaissance de nombreux petits paysans ornais en étant à l’initiative d’une proposition de loi freinant le cumul des exploitations agricoles au profit de l’établissement des jeunes foyers d’agriculteurs.
Les institutions de la IVe République mises en place, Émile Halbout se présente à l’Assemblée nationale associé à Louis Terrenoire et Étienne Le Sassier-Boisauné. Ces deux derniers sont élus, le 10 novembre 1946, ainsi que le socialiste Guesdon mais l’indépendant Philippe Monin prive Émile Halbout du quatrième siège de député de l’Orne. Toutefois, Étienne Le Sassier-Boisauné est choisi, le 8 décembre suivant, par les grands électeurs de l’Orne pour siéger au Conseil de la République et Émile Halbout retrouve donc le Palais-Bourbon, les commissions de la reconstruction et des dommages de guerre, dont il est secrétaire, ce qui l’amène à intervenir souvent à la tribune, du ravitaillement, et sa fonction de juré à la Haute cour de justice. En 1948, il devient aussi membre de la Commission de l’intérieur et il mène une intense activité parlementaire. Lors de cette législature, il accorde sa confiance au cabinet dirigé par le socialiste Ramadier (4 mai 1947) et vote les projets de loi sur le statut de l’Algérie (27 août 1947), l’adoption du plan Marshall (7 juillet 1948), la constitution du Conseil de l’Europe (9 juillet 1949), la ratification du pacte de l’Atlantique (26 juillet 1949) et les apparentements (7 mai 1951). 

## Les années 1950
Louis Terrenoire ayant rejoint le général de Gaulle au sein du RPF (Rassemblement du peuple français) dont il est le secrétaire général, Émile Halbout, maire de La Lande-Patry depuis le 18 novembre 1950, conduit le 17 juin 1951 la liste du MRP dans l’Orne. Il est réélu, ainsi que l’indépendant Monin, en résistant à la forte poussée du RPF qui enlève deux sièges avec Paul Pelleray et Pierre Couinaud. Émile Halbout devient alors vice-président de la Commission de la reconstruction et des dommages de guerre et, tout en étant membre de la Commission de l’intérieur, rejoint celle de la justice et de la législation en 1953, puis celle des immunités parlementaires. Son action au Palais-Bourbon lui vaut d’être élu à la fonction stratégique de secrétaire de l’Assemblée nationale qu’il occupe du 3 octobre 1955 au 10 décembre 1958. Entretemps, lors de la deuxième législature, Émile Halbout accorde sa confiance à Antoine Pinay (6 mai 1952), Joseph Laniel (26 juin 1953) et Edgar Faure (23 février 1955) mais s’abstient volontairement lors de l’investiture de Pierre Mendès France (17 juin 1954). Soutenant les écoles libres et notamment catholiques, il vote la loi Barangé-Marie (21 septembre 1951) ; partisan convaincu de la construction européenne, il se prononce pour la CECA, Communauté européenne du charbon et de l’acier (13 décembre 1951), et la CED, Communauté européenne de défense (30 août 1954).
Lors des élections législatives anticipées du 2 janvier 1956,  Émile Halbout conduit à nouveau la liste du MRP qui s’est apparentée avec celle du CNI (Centre national des indépendants et paysans) des anciens RPF Paul Pelleray et Pierre Couinaud et celle de Philippe Monin. Cet apparentement permet aux quatre sortants de conserver leur siège en écartant le socialiste Guesdon, le communiste Chatelais mais aussi le jeune Louis Mermaz, candidat de l’UDSR (Union démocratique et socialiste de la Résistance).  Émile Halbout réintègre les mêmes commissions, y ajoutant celle destinée à favoriser la construction de logements et notamment de logements collectifs, et il conserve surtout sa fonction de secrétaire. Au cours de cette troisième législature, il accorde sa confiance au cabinet dirigé par le flérien de naissance et socialiste Guy Mollet (31 janvier 1956), puis à celui du radical Félix Gaillard (5 novembre 1957) et du MRP Pierre Pflimlin (13 mai 1958). Il se prononce pour la ratification du Traité de Rome instituant la CEE, Communauté économique européenne (9 juillet 1957) et les pouvoirs spéciaux en Algérie (12 novembre 1957). Mais après les événements d’Alger, il vote pour la révision de la Constitution (27 mai 1958), accorde sa confiance à Charles de Gaulle (1er juin 1958) et lui confie les pleins pouvoirs pour six mois (2 juin 1958) afin de rétablir l’ordre en Algérie et réviser la Constitution.
Ayant soutenu le retour au pouvoir du général de Gaulle, Émile Halbout obtient le soutien du mouvement gaulliste UNR (Union pour la nouvelle République) lors des élections législatives des 23 et 30 novembre 1958. Le passage du scrutin de liste départemental à un tour, avec représentation proportionnelle selon le système du quotient électoral, au scrutin d’arrondissement uninominal majoritaire à deux tours entraîne un découpage électoral de l’Orne en trois circonscriptions. La troisième, d’Argentan-Flers, regroupe le nord du Bocage ornais, le pays d’Argentan- Le Merlerault et le pays d’Auge ornais. Deux députés sortants, Pierre Couinaud (CNIP) et Émile Halbout, s’y affrontent. Le premier tour est à l’avantage du maire d’Argentan. Mais, bénéficiant du retrait du candidat socialiste, le maire de La Lande-Patry l’emporte au second tour. Il s’inscrit au groupe des Républicains populaires et du Centre démocrate et siège notamment dans la Commission de la défense nationale et des forces armées dont il est vice-président. Il accorde sa confiance à Michel Debré (16 janvier 1959) et à Georges Pompidou (27 avril 1962). Il vote la loi Debré sur le financement de l’enseignement privé (23 décembre 1959) mais intervient notamment sur la situation en Algérie où il se rend en mission officielle dès janvier 1959. Préoccupé par la situation des populations rurales et des jeunes, il réclame de vrais changements économiques et sociaux et soutient le processus d’autodétermination en appelant à voter oui au référendum du 8 janvier 1961. Émile Halbout ne s’associe pas à la motion de censure qui renverse le gouvernement Pompidou (5 octobre 1962) faisant suite à l’annonce par le général de Gaulle du référendum sur l’élection du président de la République au suffrage universel. Le maire de La Lande-Patry vote oui le 28 octobre 1962 et, l’Assemblée nationale ayant été dissoute, il est réélu sans réelle opposition, le 18 novembre 1962, député de la IIIe circonscription de l’Orne.

## Les années 1960
Émile Halbout retrouve à l’Assemblée nationale la commission de la défense nationale et des forces armées dont il est élu secrétaire. Mais les prises de position du général de Gaulle sur les dossiers européen et atlantiste, sur la force de frappe autonome, la détérioration du climat social localement illustré en 1963 par la situation des mineurs de La Ferrière-aux-Étangs et de Saint-Clair-de-Halouze, conduisent le député ornais à prendre ses distances avec le pouvoir exécutif. Il vote la loi-programme relative aux équipements militaires (16 décembre 1964), la loi d’orientation et de programmation sur la formation professionnelle (6 octobre 1966) mais donne son soutien à la motion de censure sur l’agriculture (27 avril 1964) et à Jean Lecanuet lors de l’élection présidentielle du 5 décembre 1965. Il se rallie au général de Gaulle lors du second tour mais les gaullistes n’oublient pas son choix du premier tour, la candidature centriste ayant entraîné la mise en ballottage du président sortant.
Le 5 mars 1967, le député-maire de La Lande-Patry, a face à lui un tandem composé du maire giscardien d’Argentan, Jean Vimal du Bouchet, et du maire de Flers, suppléant, Georges Vallée. L’histoire se répète. Comme en 1958, le maire d’Argentan arrive en tête lors du premier tour. Si le candidat socialiste se maintient cette fois-ci, c’est le candidat communiste qui se retire et, au deuxième tour, grâce à l’apport de voix venant de gauche, Émile Halbout l’emporte le 12 mars. Une partie de la municipalité de Flers désavouant son maire démissionne.  Émile Halbout, secondé par Pierre Vander Gucht, prend leur tête et enlève, à une voix de majorité, la mairie de Flers le 12 juin 1967, cessant ses fonctions de maire de La Lande-Patry sur le champ. Membre du groupe PDM (Progrès et démocratie moderne), le député-maire de Flers, membre de la Commission des affaires culturelles, familiales et sociales, se situe résolument dans l’opposition au gouvernement Pompidou qui a souvent recours à l’article 49 alinéa 3 de la Constitution, et il vote les motions de censure et notamment celle, en pleine crise sociale et politique, du 22 mai 1968. La législature est brève en raison de la dissolution du 30 mai suivant.
Le 23 juin 1968, deux candidats de la majorité se présentent contre Émile Halbout, le giscardien Jean Vimal du Bouchet, maire d’Argentan, et le gaulliste, bien implanté dans la région de Briouze, Pierre Noal. Le député sortant arrive en tête au premier tour et l’emporte au second, le 30 juin, grâce à l’apport des voix de gauche. Membre du groupe PDM, il siège, de 1968 à 1969, à la Commission de la production et des échanges, puis retrouve celle de la défense nationale et des forces armées. Il vote la loi d’orientation de l’enseignement supérieur (10 octobre 1968), le plan de redressement (27 novembre 1968) mais s’abstient sur le projet de loi de finances (18 décembre 1968) et surtout fait campagne pour le non lors du référendum du 27 avril 1969 sur la rénovation du Sénat et la régionalisation, en fait détourné en pour ou contre le maintien du général de Gaulle au pouvoir. Le succès du non et la démission du président de la République conduisent à l’élection présidentielle des 1er et 15 juin 1969.  Émile Halbout soutient la candidature d’Alain Poher.

## Les années 1970: fin d'une vie politique nationale
Georges Pompidou élu, le Premier ministre Jacques Chaban-Delmas engage son programme de nouvelle société. Suivant Jacques Duhamel, Émile Halbout se rapproche de la majorité d’autant que le référendum du 23 avril 1972 relance la construction européenne avec l’adhésion du Royaume-Uni, de l’Irlande et du Danemark. Le 23 mai 1972, le député-maire de Flers vote donc la confiance au gouvernement Chaban-Delmas. Mais le Premier ministre, contesté par l’aile conservatrice de sa majorité, démissionne le 5 juillet 1972. Émile Halbout rejoint les rangs de l’opposition et se représente pour la huitième fois à la députation sous l’étiquette du Mouvement réformateur. Le 4 mars 1973, deux concurrents sont sur sa droite : le giscardien Hubert Bassot et le gaulliste Pierre Noal, deux sur sa gauche : le socialiste Pierre Pavis et le communiste Gilles Dubourg. Ce dernier exclu, les quatre autres candidats font jeu égal, Émile Halbout se qualifiant d’extrême justesse pour une triangulaire. Mais la bipolarisation s’affirme et il n’y a plus de place pour le centre. Face au gaulliste et au socialiste, sans le secours venu autrefois de la gauche, Émile Halbout est défait le 11 mars 1973 et laisse son siège à Pierre Noal. Son adjoint Pierre Vander Gucht lui succède à l’assemblée départementale, puis à la mairie de Flers, le préfet de l’Orne ayant accepté sa démission de maire le 9 mai 1973.
Maire de La Lande-Patry élu en 1950, réélu en 1953, 1959 et 1965, Émile Halbout avait doté sa commune urbano-rurale de solides infrastructures (voirie, alimentation en eau potable, renforcement du réseau électrique) qui avaient permis le développement de l’habitat pavillonnaire et l’implantation aux confins de Flers, au début des années 1960, sur un terrain finalement transféré à la ville voisine, de l’usine nouvelle de la S.A. Philips. Maire de Flers élu en 1967 et réélu en 1971, son œuvre majeure fut la finalisation du dossier de la ZUP Saint-Sauveur avec la programmation d’un hôpital révolutionnaire conçu par André Wogenscky, un disciple de Le Corbusier, mais qui fut abandonné après le retrait d’Émile Halbout, de deux lycées publics, d’écoles primaires et maternelles, d’un gymnase, d’une piscine, et de logements collectifs dont les premiers éléments sont livrés en 1970. L’un des derniers actes du mandat d’Émile Halbout fut de signer la charte de jumelage avec le maire de Warminster (Royaume-Uni), mais il manifesta alors le souhait que Flers s’unisse aussi à un village du Sud. Ce sera Poundou (Burkina Faso).
Simple conseiller municipal, Émile Halbout peut se consacrer à sa passion pour l’histoire locale. Membre du Pays Bas-Normand, association dont il est vice-président de 1982 à 1993, il s’intéresse notamment à la période révolutionnaire, publiant des articles sur les curés réfractaires, rétablissant certaines vérités historiques mises à mal par des auteurs engagés lors de la phase de tensions du début du  XXe siècle. Catholique et républicain, Émile Halbout milite pour le pardon réciproque puisque la décennie révolutionnaire fut marquée par une guerre civile. Mais l’échec de son successeur Pierre Vander Gucht aux municipales de mars 1977 le contraint à reprendre du service à la tête de la ville de Flers dans un contexte de crise. Le Conseil d’État ayant annulé le premier tour des municipales de 1977,  Émile Halbout n’est pas reconduit par les électeurs lors de l’élection partielle du 25 juin 1978 et Madeleine Louaintier lui succède à la tête de la ville de Flers. Il peut dès lors totalement se consacrer à l’histoire de la région de Flers à laquelle il a apporté sa contribution. Ses volumineuses archives ont été léguées à la Médiathèque du Pays de Flers et, dans le cadre du centenaire de sa naissance, en 2005, le service des Archives de cette médiathèque a fait paraître un ouvrage sur cet homme politique du Bocage ornais en donnant en annexe l’inventaire de ce précieux fonds d’archives.